# John Farrar
John Farrar (Melbourne, 8 novembre 1946) è un musicista e compositore australiano, noto soprattutto per il suo contributo alla colonna sonora del film Grease.
Come musicista, Farrar è stato membro di numerosi complessi rock tra cui The Mustangs (1963-64), The Strangers (1964-1970), Marvin, Welch & Farrar (1970-73) e The Shadows (1973-76). Nel 1980 ha pubblicato un album eponimo come solista. 
Come autore e produttore ha lavorato dal 1971 al 1983 con Olivia Newton-John, per la quale ha scritto pezzi di successo quali Have You Never Been Mellow (1975), il duetto con John Travolta You're the One That I Want (1978), Hopelessly Devoted to You (1978) e Magic (1980); ha anche prodotto la maggior parte dei suoi album in studio, tra cui la colonna sonora di Grease nel 1978 e la canzone I Honestly Love You, vincitrice di un Grammy Award nel 1975.
Nel 1969 Farrar sposò la cantante australiana Pat Carroll, che aveva collaborato con la Newton-John. Nel luglio 1970 la coppia si trasferì nel Regno Unito, mentre dalla fine del 1975 si stabilì negli Stati Uniti. Sono genitori di Sam Farrar (bassista dei Phantom Planet) e Max Farrar (tastierista e chitarrista dei Golden Ghost).